# Rõuge (rivier)
De Rõuge (Estisch: Rõuge jõgi, ook wel Aiu jõgi, Võro: Aiju jõgi, Duits: Aja of Aja-Fluß) is een rivier in de Estlandse gemeenten Rõuge en Võru vald, provincie Võrumaa.  De rivier is 26 kilometer lang en beslaat een stroomgebied van 68,3 km². Het hoogteverschil tussen bron en monding bedraagt 123 meter.

## Loop van de rivier
De rivier ontspringt bij het dorp Mõõlu in de gemeente Rõuge en stroomt eerst in westelijke richting, maar buigt na ongeveer een kilometer naar het noorden af. De rivier stroomt bij de plaats Rõuge door een reeks meren die samen wel het ‘merendistrict van Rõuge’ (Estisch: Rõuge järvestik) worden genoemd. Het grootste van die meren is het Rõuge Suurjärv, het diepste meer van Estland. Bij het Kahrila järv verlaat de rivier het merengebied. Ze komt door het natuurpark Haanja looduspark en het stuwmeer Nursi veskjärv bij Nursi. Twee kilometer verderop stroomt ze door  het Kaku järv bij Kaku. Sterk meanderend stroomt de rivier in noordwestelijke richting. Bij Tsirgupalu stroomt ze langs de grens tussen de gemeenten Rõuge en Võru vald en buigt ze weer naar het noorden af om bij Järvere de gemeente Võru vald binnen te komen. Hier komt ze na een kleine 150 meter in de rivier Võhandu uit.
De rivier heeft geen zijrivieren; wel komen enkele beken op de Rõuge uit.

## Foto's

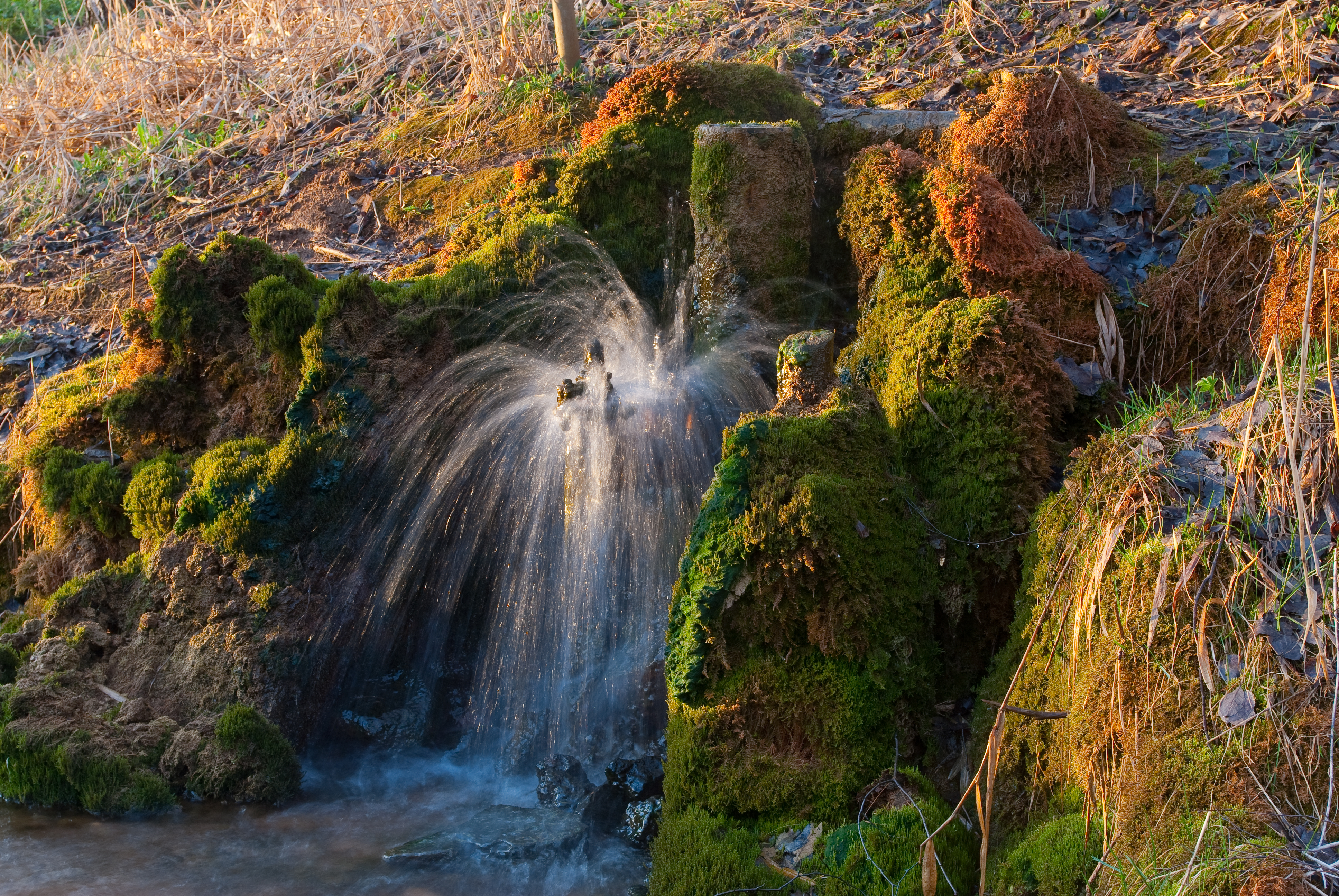
Hydraulische pomp bij Tindi in het merendistrict
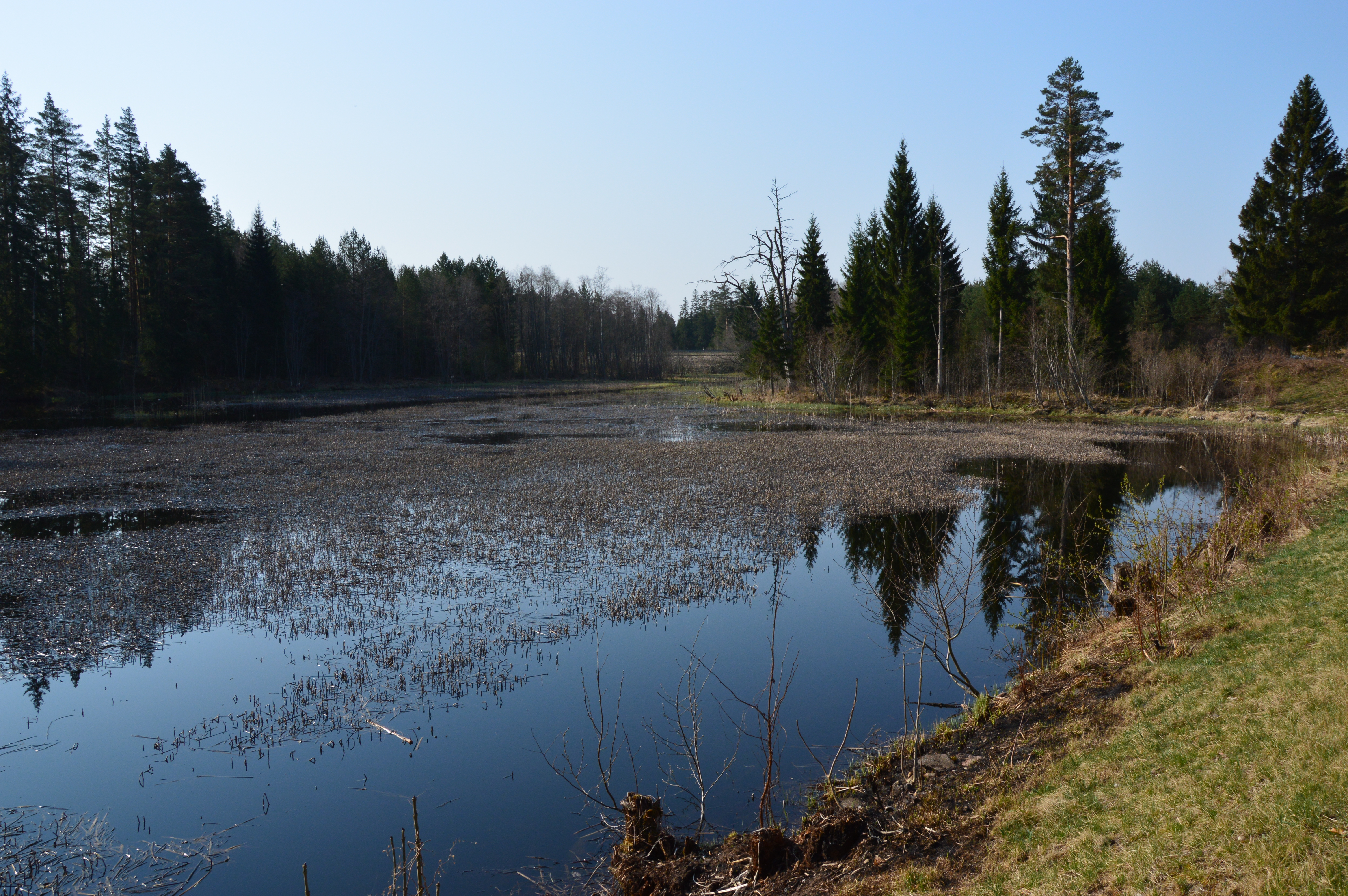
De rivier bij Kaku
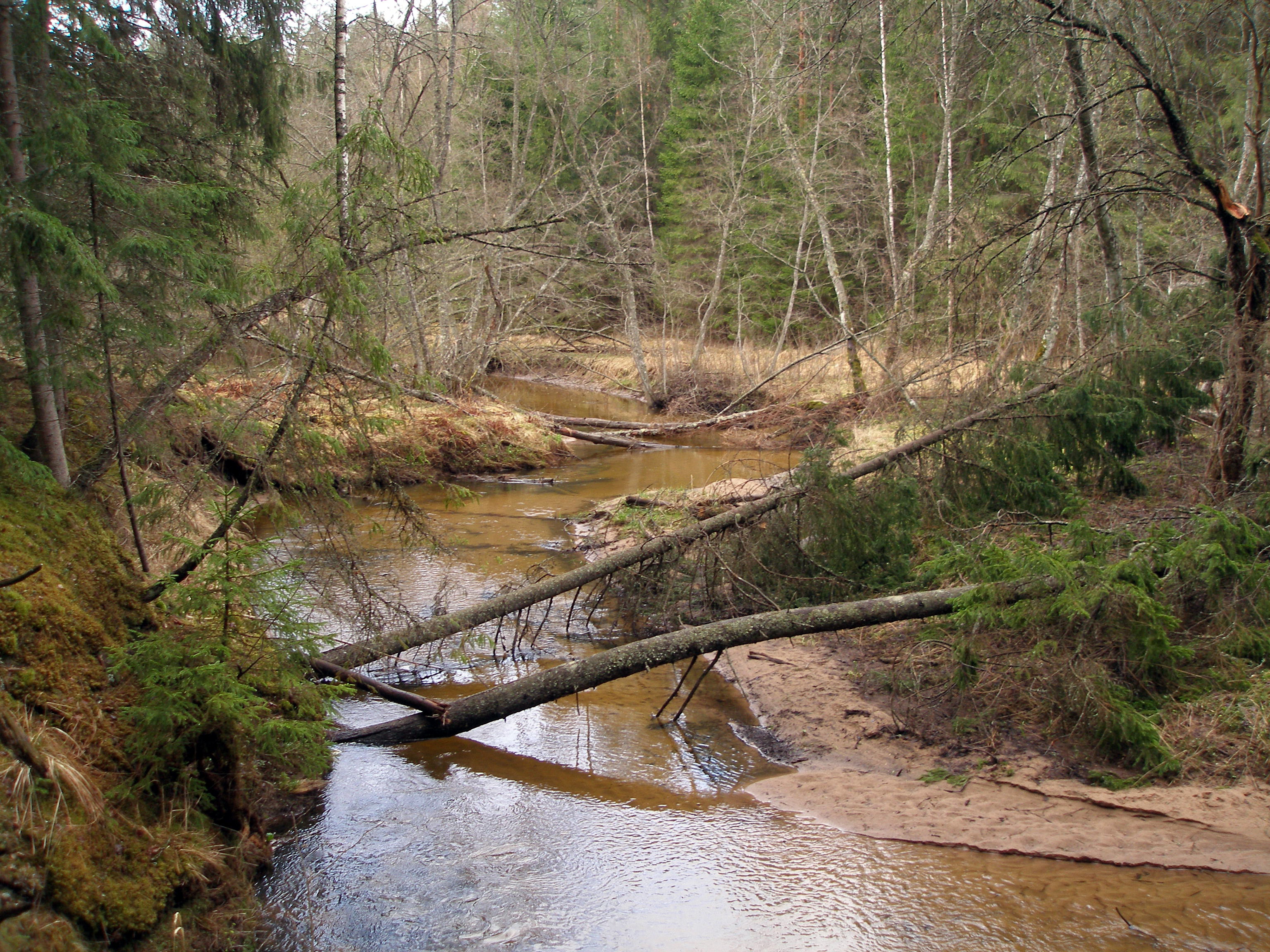
Het meanderende deel van de rivier